# Epilohmannia barbatula
Epilohmannia barbatula är en kvalsterart som beskrevs av Balogh 1958. Epilohmannia barbatula ingår i släktet Epilohmannia och familjen Epilohmanniidae. Inga underarter finns listade i Catalogue of Life.